# Budsettinhal, Koppal
Budsettinhal là một làng thuộc tehsil Koppal, huyện Koppal, bang Karnataka, Ấn Độ.